# Kalkot Mataskelekele
Kalkot Mataskelekele (Mauliliu) (Port Vila, 24 aprile 1949) è un politico vanuatuano, Presidente di Vanuatu dal 2004 al 2009.
È un avvocato della capitale nazionale, Port Vila, ed è stato il primo capo di Stato di Vanuatu a disporre di una laurea. È stato eletto dal collegio elettorale, costituito dai presidenti regionali e dal Parlamento il 16 agosto 2004, ed ha prestato giuramento nello stesso giorno.
Egli era stato precedentemente candidato alle elezioni presidenziali nell'aprile 2004, sostenuto dal governo di Edward Natapei. Tuttavia era stato sconfitto da Alfred Maseng. Dopo l'impeachment di Maseng si è svolta nell'agosto 2004 una nuova elezione in cui è stato eletto Mataskelekele.
Il 16 Agosto 2009 ha terminato il suo mandato
È il cognato dell'ex Primo ministro di Vanuatu Walter Lini.